# Ronald Bailey
Ronald Bailey (né le 23 novembre 1953 à San Antonio, Texas, États-Unis) est l'éditeur du magazine Reason. Il est né à San Antonio au Texas et a grandi dans le comté de Washington (Virginie). Il a fréquenté l'université de Virginie, où il a obtenu une licence en philosophie et en économie en 1976. Il a également fréquenté l'école de droit de l'université de Virginie pour trois semestres.

## Biographie
Bailey a brièvement travaillé comme économiste pour le bureau fédéral de régulation énergétique avant de tourner sa carrière vers l'écriture et la production télévisuelle. Comme l'indique sa biographie sur le site internet du magazine Reason : « il a produit plusieurs séries et documentaires pour les chaînes PBS et ABC News. En 1993, il a été élu membre de l'année de la communauté Warren T Brookes du journalisme environnemental par la CEI (Competitive Enterprise Institute). Ses articles sont parus dans le Washington Post, le Wall Street Journal, la Revue littéraire du New York Times, le Public Interest, la Revue nationale, le Forbes, le Washington Times, Newsday, le Reader's Digest, ainsi que dans les magazines Commentary et Smithsonian magazine. Il fait des conférences à l'université Harvard, l'université McGill, l'université d'Alaska, l'université du Québec, à l'Instituto de Libertad y Desarollo (Chili), et l'Institut des entreprises américaines ».
Bailey vit à Washington, D.C. et à Charlottesville en Virginie.
Bailey se décrit lui-même comme un transhumaniste libertarien. À cette fin, il a écrit un livre intitulé Liberation Biology: The Scientific And Moral Case For The Biotech Revolution (Biologie de la libération : les aspects scientifiques et moraux de la révolution biotechnologique).
Dans son livre écrit en 1993, Ecoscam, et dans d'autres travaux, Bailey annonce que les gaz CFC contribuent au trou dans la couche d'ozone et que les activités humaines contribuent au réchauffement climatique.
Bailey a déclaré dans l'article « Le réchauffement global — Pas aussi dramatique que nous le pensions, mais quand même alarmant » (Global Warming — Not Worse Than We Thought, But Bad Enough) :
« Des détails tels que le niveau de montée des eaux continueront de faire l'objet de débats chez les chercheurs, mais si le débat portant sur la responsabilité de l'homme dans le réchauffement global n'était pas tranché auparavant, il l'est aujourd'hui… comme le soulignent les dernières conclusions du GIEC, la Biodiversité est menacée. »
Malgré cela, il critique Al Gore et son film Une vérité qui dérange, traitant du réchauffement climatique, écrivant à son sujet : « D'un côté Gore a globalement raison sur l'aspect scientifique (mettons de côté l'engagement politique), mais il discrédite son message en devenant l'exact opposé d'un négationniste du réchauffement climatique. Il est un exagérateur du réchauffement climatique » (« On balance Gore gets it more right than wrong on the science (we'll leave the policy stuff to another time), but he undercuts his message by becoming the opposite of a global warming denier. He's a global warming exaggerator ».).

## le DDT et la malaria
Bailey écrit :
« Les disciples de Carson ont tout fait pour persuader de nombreux pays pauvres d'arrêter d'utiliser le DDT contre les moustiques. Le résultat a été une énorme augmentation du nombre de personnes mourant de la malaria chaque année. La malaria infecte aujourd'hui entre 300 et 500 millions de personnes par an, tuant près de 2,7 millions d'entre elles. Les activistes anti-DDT qui tentait d'obtenir que les nouveaux traitements U.N. sur les organismes persistants soient considérés comme polluants sont récemment sortis de leur campagne idéologique, admettant que les pays pauvres devraient être autorisés à utiliser le DDT pour contrôler les moustiques porteurs de la malaria" »